# Abraham Zapruder
Abraham Zapruder (Kowel (Oekraïne), 15 mei 1905 – Dallas (Texas), 30 augustus 1970) was een fabrikant van dameskleding die de toer van de Amerikaanse president John F. Kennedy filmde langs Dealey Plaza te Dallas in Texas, en zo onbedoeld de moord op Kennedy vastlegde.
Zapruder was een Russisch-Joodse immigrant, die in 1920 naar de Verenigde Staten was gekomen. Aanvankelijk woonde hij in Brooklyn. In 1941 verhuisde hij naar Dallas, waar hij een kledingbedrijf vestigde aan Dealey Plaza.

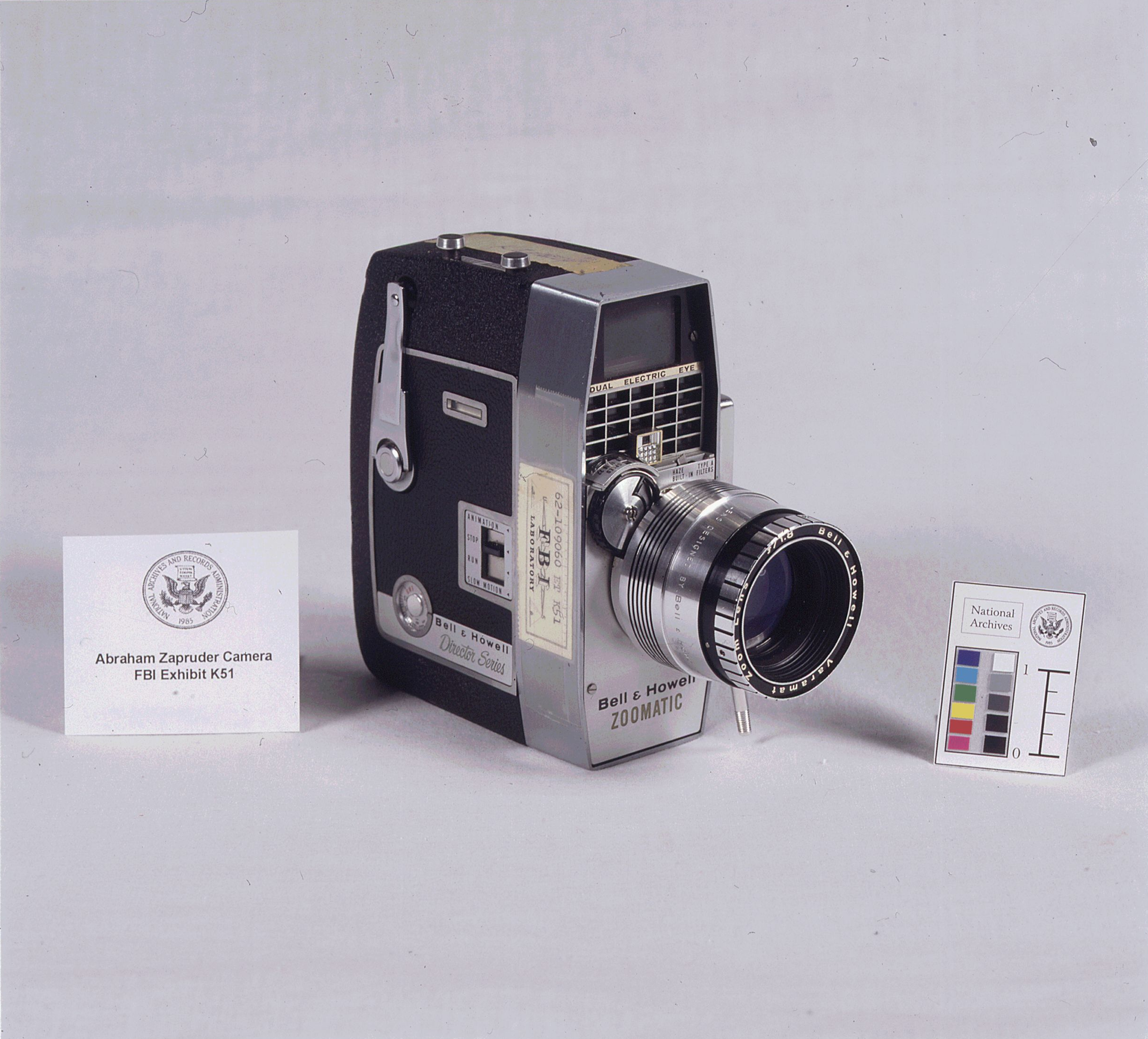
Zapruders camera

Als aanhanger van de Democratische Partij in het algemeen en van John F. Kennedy in het bijzonder had Zapruder op 22 november 1963 besloten de president tijdens diens tournee door Dallas te filmen. De Zapruderfilm is beroemd omdat het het meest complete beeldmateriaal is van de aanslag. De 486 beelden vormen samen een film van 26,6 seconden. Zijn materiaal werd later een van meest bestudeerde films in de geschiedenis.
Direct na de aanslag op Kennedy besefte Zapruder dat hij belangrijk materiaal in handen had. Al anderhalf uur na de aanslag gaf hij een uitgebreid interview aan WFAA, een lokaal televisiestation uit Dallas. De film was toen nog niet ontwikkeld. 
Zapruder droeg een kopie van de film over aan agent Forest Sorrels van de geheime dienst, maar behield het origineel. Hij benaderde diverse media voordat hij het origineel voor 150.000 dollar verkocht aan het Amerikaanse tijdschrift Life. Van de opbrengsten gaf hij 25.000 dollar aan de nabestaanden van politieman J.D. Tippit, die volgens de commissie-Warren was doodgeschoten door de man van wie vermoed werd dat hij de moordenaar was van president Kennedy: Lee Harvey Oswald. Na de dood van Zapruder wisten zijn nabestaanden de rechten op de film te herkrijgen.
Tijdens het onderzoek van de commissie-Warren en bij het proces tegen Clay Shaw was Zapruder een belangrijk getuige. Hij overleed in 1970 ten gevolge van kanker.
- Bibliothèque nationale de France: cb14559120p (data)
- Gemeinsame Normdatei: 1298963796
- International Standard Name Identifier: 0000 0003 8536 7997
- Library of Congress Control Number: no99081483
- National Archives and Records Administration: 10573528
- PIC: 279854
- RKD-Nederlands Instituut voor Kunstgeschiedenis: 412328
- SNAC: w6225dj5
- Système universitaire de documentation: 171094263
- Union List of Artist Names: 500682766
- Virtual International Authority File: 231464048
- WorldCat: E39PBJx8KdydG89pkKRHjQw9jC